# Metagonia guaga
Metagonia guaga är en spindelart som beskrevs av Willis J. Gertsch 1986. Metagonia guaga ingår i släktet Metagonia och familjen dallerspindlar. Inga underarter finns listade i Catalogue of Life.